# BBC Guernsey
BBC Guernsey – stacja radiowa należąca do BBC, głównego brytyjskiego publicznego nadawcy radiowo-telewizyjnego, i pełniąca w jego sieci rolę stacji lokalnej dla Guernsey. Na obszarze Guernsey i sąsiednich wysp stacja dostępna jest w analogowym przekazie naziemnym w systemie AM i FM, ponadto jest transmitowana w Internecie. Pierwszym dniem nadawania był 16 marca 1982 roku. 
Siedzibą stacji jest ośrodek BBC w St Sampson’s. Oprócz audycji własnych stacja transmituje również programy siostrzanych stacji lokalnych BBC z Bristolu, Plymouth, Truro i Saint Helier, a także programy ogólnokrajowego radia BBC Radio 5 Live. 